# Nr (digramme)
Cette page contient des caractères spéciaux ou non latins. S’ils s’affichent mal (▯, ?, etc.), consultez la page d’aide Unicode.
Pour les articles homonymes, voir NR.
Nr (minuscule nr) est un digramme de l'alphabet latin composé d'un N et d'un R.

## Linguistique
- En a hmao, le digramme « nr » sert à représenter la consonne [ɳ]

## Représentation informatique
Comme la majorité des digrammes, il n'existe aucun encodage de Nr sous un seul signe, il est toujours réalisé en accolant un N et un R.